# Lioré et Olivier LeO 20

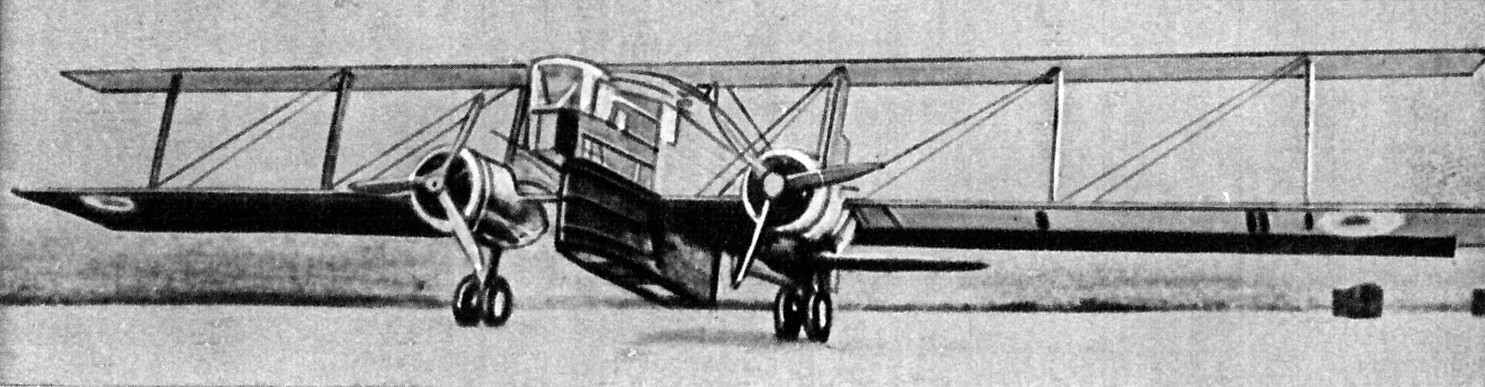
Jediný protiponorkový a protilodní LeO.208 BN4 s motory Gnome & Rhône 14Kdrs Mistral Major o výkonu 566 kW

Lioré et Olivier LeO.20 byl francouzský třímístný noční dvouplošný bombardér vyráběný společností Lioré et Olivier před 2. světovou válkou.

## Vývoj a popis
Letoun LeO.20.01 byl pokračováním vývoje prototypu letounu s označením LeO.122. Ten zvítězil v roce 1926 ve výběrovém řízení francouzského ministerstva války na nový noční bombardér a výrobce následně obdržel objednávku na prvních 50 letounů LeO.20 BN3. První z nich byly dodány na konci roku 1926 a letové testy probíhaly ve Villacoublay v roce 1927. Do konce prosince 1932 bylo francouzským ozbrojeným silám dodáno posledních 311 letounů.
Letoun byl klasickým vzpěrovým dvouplošníkem, který byl poháněn dvojicí devítiválcových motorů Gnome-Rhône 9Ady s dvoulistými dřevěnými vrtulemi.
Pět letounů bylo později upraveno pro výcvik výsadkářů demontáží střelišť a pumovnice, instalací pěti sedaček podél trupu a zesílením podlahy. Tyto letouny dostaly označení LeO.201.

## Operační historie
Letouny LeO.20 tvořily po celých 10 předválečných let páteř francouzského nočního bombardovacího letectva. Staly se postupně výzbrojí 12 Escadrill ze stavu leteckých pluků č. 21 a 22 dislokované v Nancy a Chartres. S posledními dodávkami byly ustaveny další letecké pluky č. 12 v Remeši a č. 34 v Le Bourget. Pluky byly později převedeny na bombardovací skupiny Groupe de Bombardement. Mimo bombardovacích jednotek letoun sloužil v značných počtech u letecké školy pro piloty vícemotorových letadel v Etampes.
Letoun i po průběžných modernizacích rychle zastarával a byl i poměrně pomalý. Přesto na počátku 2. světové války bylo ještě 92 strojů v letuschopném stavu, přičemž většina z nich sloužila u leteckých škol nebo k vlekání cvičných terčů, a to jak ve vlastní Francii, tak i v severní Africe. Dalších 23 strojů bylo uloženo ve skladech.

## Varianty
LeO.20
Dvoumotorový noční bombardér poháněný motory Gnome-Rhône 9Ady.
LeO.201
Přeznačené letouny LeO.20 pro určené pro výcvik výsadkářů.

## Specifikace (LeO.20)
Technické údaje pocházejí z publikace „Biplanes, Triplanes, and Seaplanes“.

### Technické údaje
- Rozpětí: 22,25 m
- Délka: 13,81 m
- Výška: 4,26 m
- Nosná plocha: 105 m²
- Plošné zatížení: 52 kg/m²
- Prázdná hmotnost: 2 725 kg
- Max. vzletová hmotnost: 5 460 kg
- Pohonná jednotka: 2× hvězdicový motor Gnome-Rhône 9Ady
- Výkon pohonné jednotky: 420 k (313 kW)

### Výkony
- Maximální rychlost 198 km/h (u země)
- Cestovní rychlost 175 km/h
- Dostup 5760 m
- Dolet 1000 km
- Čas výstupu do výšky 3000 m 14 min

### Výzbroj
- 5× kulomet Lewis ráže 7,7 mm (zdvojený na nose a hřbetě letounu, jednoduchý na břiše letounu)
- až 1 000 kg bomb

## Uživatelé
Brazílie

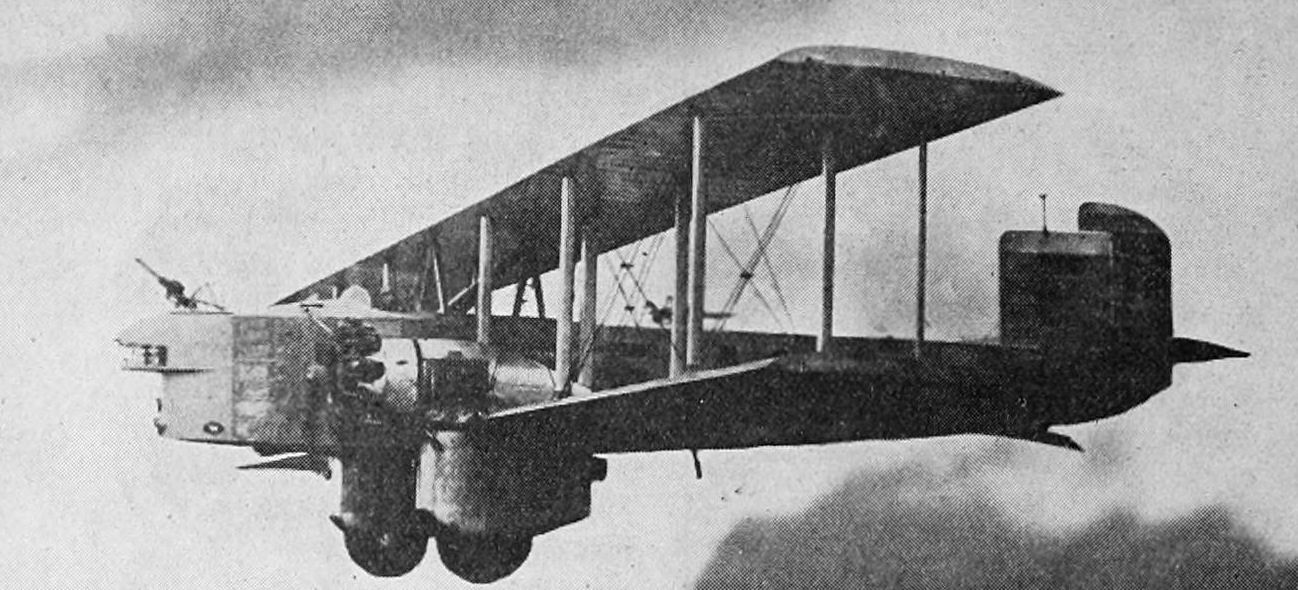
Lioré et Olivier LeO 20 BN3

- Brazilské letectvo – provozovalo 2 stroje LeO 20.

 Francie
- Francouzské letectvo – hlavní uživatel letounů.

 Rumunsko
- Rumunské královské letectvo – získalo 7 strojů LeO 20.